# Iyalode: Damas da Sociedade
Iyalode: Damas da Sociedade é um documentário brasileiro dirigido por José Pedro da Silva Neto e Maria Emília Coelho lançado no ano de 2005. Vencedor do I Prêmio Palmares de Comunicação promovido pela Fundação Cultural Palmares do Ministério da Cultura do Brasil em parceria com a Fundação Universitária de Brasília na versão de 15 minutos e em parceria com a Rede SESC SENAC na versão de 52. O filme aborda o candomblé através do relato das histórias de vida de algumas das mais antigas sacerdotisas da cidade de São Paulo: Mãe Pulquéria, Mãe Juju de Oxum, Mãe Ada de Omolu e Mãe Sessu. O documentário foi selecionado e exibido em diversos festivais nacionais, no Festival du Film Panafricain 2007 – Cannes no dia 14/04/2007 no Espace Miramar – França, licenciado para o Canal Curta! em 2013
Ligações Externas
RIBEIRO, P. C. A. . O Cotidiano das Mães de Santo em Documentário Premiado. O Estado de São Paulo, Caderno 2, p. 5 - 5, 01 ago. 2005. RIBEIRO, P. C. A. . O Cotidiano das Mães de Santo em Documentário Premiado. O Estado de São Paulo, Caderno 2, p. 5 - 5, 01 ago. 2005